# Diocesi di Lipara
La diocesi di Lipara (in latino Dioecesis Liparensis) è una sede soppressa del patriarcato di Costantinopoli e una sede titolare della Chiesa cattolica.

## Storia
Lipara, situata nell'alta valle del Caico in Turchia, è un'antica sede episcopale della provincia romana della Lidia nella diocesi civile di Asia. Faceva parte del patriarcato di Costantinopoli ed era suffraganea dell'arcidiocesi di Sardi.
Poco si conosce di questa antica diocesi e nessuno dei suoi vescovi è stato tramandato dalle fonti antiche. La diocesi è menzionata in due sole Notitiae Episcopatuum del patriarcato costantinopolitano risalenti al X secolo; in entrambe la sede di Lipara è unita a quella di Acrasso.
A questa diocesi gli editori della Prosopographie der mittelbyzantinischen Zeit attribuiscono il vescovo Basilio, ἐπίσκοπος Λίπρων, che prese parte secondo concilio di Nicea del 787. Jean Darrouzès non esclude che possa trattarsi invece di un vescovo della diocesi di Lipari in Sicilia.
Dal 1925 Lipara è annoverata tra le sedi vescovili titolari della Chiesa cattolica; la sede è vacante dal 4 settembre 1963. Finora il titolo è stato assegnato a tre vescovi: Isidore-Marie-Joseph Dumortier, vicario apostolico di Saigon (oggi arcidiocesi di Hô Chí Minh); Basilio Manuel Olimpo Pereira, vescovo dimissionario di Amazonas (oggi arcidiocesi di Manaus); Alfredo Galindo Mendoza, vicario apostolico della California (oggi arcidiocesi di Tijuana).

## Cronotassi

### Vescovi greci
- Basilio ? † (menzionato nel 787)

### Vescovi titolari
- Isidore-Marie-Joseph Dumortier, M.E.P. † (17 dicembre 1925 - 16 febbraio 1940 deceduto)
- Basilio Manuel Olimpo Pereira, O.F.M. † (22 marzo 1941 - 30 settembre 1948 deceduto)
- Alfredo Galindo Mendoza, M.Sp.S. † (9 dicembre 1948 - 4 settembre 1963 nominato vescovo di Tijuana)